# مايك فرانتز
مايك فرانتز (بالألمانية: Mike Frantz)‏ (مواليد 14 أكتوبر 1986 في ساربروكن - ألمانيا) لاعب كرة قدم ألماني يلعب حاليا لصالح نادي الدرجة الأولى نورمبرغ الألماني منذ 2008 في مركز المهاجم كما يجيد اللعب في مركز الوسط المهاجم .

## روابط خارجية
- مايك فرانتز على موقع قاعدة بيانات كرة القدم.إي يو (الإنجليزية)
- مايك فرانتز على موقع بيانات كرة القدم. دي إي (الألمانية)
- مايك فرانتز على موقع Soccerway.com (الإنجليزية)
- مايك فرانتز على موقع عالم كرة القدم.نت (الإنجليزية)
- مايك فرانتز على موقع كووورة
- مايك فرانتز على موقع AS.com (الإسبانية)